# Luciano Maggini
Luciano Maggini (Seano, Toscana, 16 de maig de 1925 – Seano, 24 de gener de 2012) va ser un ciclista italià que fou professional entre 1946 i 1957. Va destacar com a velocista.
Les seves principals victòries les aconseguí al Giro d'Itàlia, cursa en què guanyà set etapes en les diferents participacions. També guanyà nombroses clàssiques italianes, com ara el Giro de Campània, el Giro del Vèneto, el Giro dell'Emilia o la Milà-Torí.
El seu germà Sergio Maggini també fou un destacat ciclista.

## Palmarès
- 1946
  - 1r al Giro del Casentino
- 1947
  - 1r al Gran Premi de Niça
  - Vencedor de 2 etapes al Giro d'Itàlia
- 1948
  - 1r al Giro del Vèneto
  - 1r al Giro de Campània
  - Vencedor d'una etapa al Giro d'Itàlia
- 1949
  - 1r al Gran Premi de la Indústria i el Comerç de Prato
  - Vencedor d'una etapa al Giro d'Itàlia
- 1950
  - 1r al Giro dell'Emilia
  - Vencedor de 2 etapes al Giro d'Itàlia
- 1951
  - 1r al Giro dell'Emilia
  - 1r al Giro de la província de Reggio de Calàbria
  - Vencedor d'una etapa al Giro d'Itàlia
- 1952
  - 1r al Giro de Romanya
  - 1r al Gran Premi de la Indústria i el Comerç de Prato
  - Vencedor d'una etapa de la Roma-Nàpols-Roma
- 1953
  - 1r a la Coppa Placci
  - 1r a la Milà-Torí
  - 1r al Gran Premi Massaua-Fossati
  - 1r al Giro de la província de Reggio de Calàbria
- 1954
  - 1r al Giro del Vèneto

### Resultats al Giro d'Itàlia
- 1947. Abandona. Vencedor de 2 etapes
- 1948. Abandona. Vencedor d'una etapa
- 1949. 12è de la classificació general. Vencedor d'una etapa
- 1950. 5è de la classificació general. Vencedor de 2 etapes
- 1951. 16è de la classificació general. Vencedor d'una etapa
- 1952. 60è de la classificació general
- 1953. 58è de la classificació general
- 1954. Abandona